# Katharina Culav
Katharina Culav (* 11. Juli 1989 in Elmshorn) ist eine deutsche Volleyball- und Beachvolleyballspielerin.

## Karriere Halle
Katharina Culav spielte in ihrer Jugend Hallenvolleyball bei der VG Elmshorn, wo sie auch in der Regionalliga zum Einsatz kam. Von 2008 bis 2010 spielte die Außenangreiferin beim Zweitligisten 1. VC Norderstedt. Danach war sie für eine Saison bei WiWa Hamburg aktiv und wurde hier Meister der Regionalliga Nord. Seit 2013 spielt sie zusammen mit ihrer damaligen Beachvolleyball-Partnerin Anna Behlen in der Landesligamannschaft des MTV 48 Hildesheim, mit der sie 2014 in die Verbandsliga aufstieg und jetzt in der 3. Liga West spielt.

## Karriere Beach
Katharina Culav war schon als Jugendliche auch im Beachvolleyball aktiv und spielte u. a. mit Carina Maaß auf verschiedenen nationalen Jugendmeisterschaften. Von 2008 bis 2010 spielte sie an der Seite von Sarah Hoppe auf der Smart Beach Tour und anderen nationalen Turnieren. Mit Chantal Laboureur erreichte sie bei der U21-Weltmeisterschaft im englischen Blackpool Platz neun. Bei den deutschen Meisterschaften in Timmendorfer Strand belegten Culav/Hoppe 2010 Platz 13. 2011 spielte Culav mit Katharina Schillerwein und wurde Siebter bei den deutschen Meisterschaften. 2012 war Jenny Heinemann ihre Partnerin, mit der sie Platz 13 bei den deutschen Meisterschaften erreichte. Mit ihrer neuen Standardpartnerin Anna Behlen belegte Katharina Culav 2013 erneut Platz 13 bei den deutschen Meisterschaften.
2014 verbesserten sich die gebürtigen Schleswig-Holsteinerinnen auf den neunten Rang. Im gleichen Jahr nahmen sie zum ersten Mal an einem Turnier der FIVB World Tour teil. Beim letzten Turnier des Jahres, den Mangaung Open in Südafrika, wurden sie Poolzweite. Anschließend besiegten sie in der ersten Hauptrunde ein südafrikanisches und im Achtelfinale ein französisches Team, bevor sie im Viertelfinale an den späteren Bronzemedaillengewinnerinnen Ukolowa/Prokopjewa scheiterten. Im Abschlussklassement belegten die beiden Deutschen somit den fünften Platz. Nach einer schweren Knieverletzung beim ersten FIVB-Turnier 2015 im chinesischen Fuzhou musste Culav mehrere Wochen pausieren. Bei den deutschen Meisterschaften belegten Behlen/Culav Platz 13.
2016 war Sandra Seyfferth Culavs Partnerin, 2017 spielte sie wieder mit Sarah Hoppe.